# OAO Informacyonnyje sputnikowyje sistiemy imieni akadiemika M.F. Rieszetniowa
OAO Informacyonnyje sputnikowyje sistiemy imieni akadiemika M.F. Rieszetniowa (ros. ОАО Информационные спутниковые системы имени академика М.Ф. Решетнёва (skrót: ОАО «ИСС»); pol. Informacyjne Systemy Satelitarne imienia akademika M. F. Reszetniewa SA; ang. JSC Academician M.F. Reshetnev Information Satellite Systems) – rosyjska państwowa spółka przemysłu kosmicznego; lider, około 2/3 udziału, rynku produkcji satelitów i systemów satelitarnych w Rosji. Zajmuje się również obsługą satelitów i wsparciem ich działania. Firma bierze lub brała udział w ponad 30 rządowych i komercyjnych programach kosmicznych i wyprodukowała ponad 50 różnych statków kosmicznych.

## Historia
Firma powstała 3 marca 2008 roku w wyniku przekształcenia ośrodka mechaniki precyzyjnej im. Reszetniewa i jest jej pełnoprawnym spadkobiercą.

## Zarząd
Głównym dyrektorem i głównym projektantem firmy jest Nikołaj Testojedow.

## Zatrudnienie
Firma zatrudnia około 8500 pracowników. Wśród nich jest ponad 20 profesorów i docentów i 60 doktorów. Średnia wieku wynosi 43 lata.

## Zakres działalności
- projektowanie i produkcja statków kosmicznych, systemów satelitarnych, systemów łączności satelitarnej, transmisji telewizyjnych, przekazu danych, geodezji, nawigacji, kontroli ruchu i ratownictwa, a także przyrządów naukowych
- projektowanie i produkcja podukładów statków kosmicznych i instrumentów pokładowych
- produkcja i wdrażanie systemów naziemnych, teleportów (ośrodków zbiorczej łączności z satelitami), systemów kontroli automatycznej, tym oprogramowania